# Peine de mort en Oklahoma

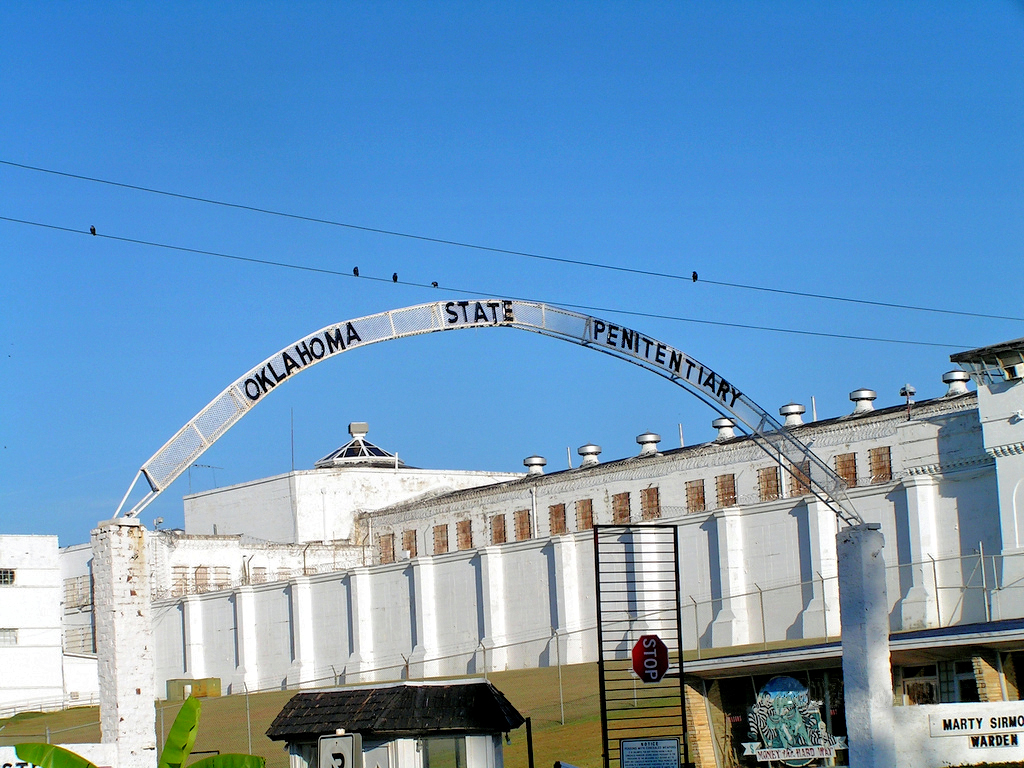
La porte d'entrée du pénitencier d'État de l'Oklahoma qui abrite le couloir de la mort et la

Dans l'Oklahoma, la pendaison fut en usage jusqu'en 1911 (bien qu'elle fût utilisée une dernière fois en 1936 pour l'exécution fédérale d'Arthur Gooch). La chaise électrique fut adoptée en 1915, comme méthode d'exécution jusqu'en 1966, tout comme le peloton d'exécution (adopté à titre de méthode secondaire en 1880). En 1977, la législature de l'Oklahoma devient la première du monde à adopter l'injection létale comme méthode d'exécution (suivi peu de temps après par le Texas). Celle-ci ne fut pourtant appliquée pour la première fois qu'en 1990 après bien d'autres États (comme le Texas, la Caroline du Nord, le Nevada, l'Utah et le Missouri). 
Depuis son entrée dans l'Union en 1907, l'Oklahoma a exécuté 215 condamnés à mort : 126 par injection létale, 82 par électrocution et 7 par pendaison,.  
L'Oklahoma est l'État fédéré des États-Unis qui a le taux d'exécution par habitant le plus élevé avec 2,35 exécutions pour 100 000 habitants depuis 1976, contre 1,65 pour le Texas. En exécutant 18 condamnés à mort (dont 3 femmes) en 2001, l'Oklahoma dépassa même le Texas en nombre d'exécutions cette année là.
Les dates d’exécutions sont fixées par la Cour pénale (en) qui se compose de cinq juges. L'Oklahoma prévoit quatre méthodes d'exécutions, avec pour singularité qu'il est devenu en 2018 le premier état à abandonner l'injection létale comme méthode d'exécution par défaut, préférant comme le Mississippi et l'Alabama, états dans lesquels cette méthode n'est toutefois pas celle par défaut, l'asphyxie par hydrogène si l'injection est déclaré inconstitutionnelle ou indisponible, la chaise électrique si les précédentes méthodes ne peuvent être mises en œuvre et en dernier lieu le peloton d'exécution.
Les condamnés à mort ont le droit à un crédit de 15 $ pour l'achat de leur dernier repas et celui-ci ne peut être cuisiné qu'à partir d'ingrédients provenant du comté de Pittsburg (c'est-à-dire là où se trouve le pénitencier qui est chargé des exécutions).

## Crimes capitaux
En Oklahoma, l'assassinat est passible de la peine de mort lorsqu'une ou plusieurs des circonstances suivantes sont remplies :
- L'accusé a déjà été reconnu coupable d'un crime impliquant l'usage ou la menace de violence envers la personne ;
- L'accusé a sciemment provoqué un grand danger de mort pour plus d'une personne ;
- L'accusé a commis l'assassinat contre rémunération ou promesse de rémunération ou a employé une autre personne pour commettre l'assassinat contre rémunération ou promesse de rémunération ;
- L'assassinat était particulièrement odieux, atroce ou cruel ;
- L'assassinat a été commis dans le but d'éviter ou d'empêcher une arrestation ou des poursuites judiciaires ;
- L'assassinat a été commis par une personne purgeant une peine d’emprisonnement pour un ou plusieurs crimes ;
- L'existence d'une probabilité que l'accusé commette des actes de violence criminels qui constitueraient une menace permanente pour la société ;
- La victime de l'assassinat était un gardien de la paix ou un agent pénitentiaire d’un établissement relevant du département de l'administration pénitentiaire tué dans l’exercice de ses fonctions.

Les lois de l'Oklahoma prévoient toujours la peine de mort pour le viol au premier degré, l'enlèvement avec rançonnage et le viol ou la sodomie forcée d'une victime de moins de 14 ans par une personne déclarée coupable d'agression sexuelle sur une personne de moins de 14 ans. Mais la peine de mort pour chacun de ces crimes n'est plus constitutionnelle depuis la décision rendue par la Cour suprême des États-Unis en 2008 dans le cadre de l'affaire Kennedy v. Louisiana. La dernière personne à avoir été exécutée par l'Oklahoma pour un crime autre qu'un meurtre est Lewis Grayson, un Afro-Américain condamné à mort en décembre 1945 pour le viol de Doris Gene Coley (survenu deux mois auparavant) et électrocuté le 25 mai 1948. 

## Procédure pénale
Lorsque l'accusation réclame la peine de mort, celle-ci ne peut être prononcée que sur la décision d'un jury unanime. 
Dans le cas où le jury ne parviendrait pas à se mettre d'accord sur la sentence (on parle dans ce cas-là de Hung jury en anglais), une peine d'emprisonnement perpétuel est automatiquement prononcée en lieu et place de la peine de mort, et ce même si un seul juré s'oppose à cette dernière.

## Droit de grâce
Abolitionniste convaincu, Lee Cruce, gouverneur de l'État entre 1911 et 1915, commua en emprisonnement perpétuel les peines de 22 condamnés à mort et seule une exécution eut lieu durant son mandat : celle de Frank Henson, un Afro-Américain pendu le 31 mars 1911 à Tulsa pour le meurtre de Charles Stamper, le shérif adjoint du comté de Tulsa, commis le 9 octobre 1910. 
Désormais, le gouverneur ne peut commuer la peine d'un condamné que sur recommandation du comité des grâces et des libérations conditionnelles de l'État (en) dont il nomme lui-même les membres. Durant les mandats de Frank Keating (1995-2003), le comité a recommandé la commutation dans quatre cas et celui-ci l'a accordé dans un seul, durant ceux de Brad Henry (2003-2011), le comité a recommandé la commutation dans sept cas et celui-ci l'a accordé dans trois, durant ceux de Mary Fallin (2011-2019), le comité a recommandé la commutation dans deux cas et celle-ci ne l'a accordé dans aucun et durant celui de Kevin Stitt (depuis 2019), le comité a recommandé la commutation dans cinq cas et celui-ci l'a accordé dans un,,,,,,,,,,.

## Exécutions

### Exécutions par décennie
| Période     | Nombre d'exécutions |
| ----------- | ------------------- |
| 1910 - 1919 | 11                  |
| 1920 - 1929 | 14                  |
| 1930 - 1939 | 35                  |
| 1940 - 1949 | 13                  |
| 1950 - 1959 | 7                   |
| 1960 - 1969 | 6                   |
| 1970 - 1979 | 0                   |
| 1980 - 1989 | 0                   |
| 1990 - 1999 | 19                  |
| 2000 - 2009 | 72                  |
| 2010 - 2019 | 21                  |
| 2020 - 2029 | 15                  |

### Condamnés à mort exécutés depuis 1976
Les exécutions ont lieu à McAlester dans l'unité "H" du pénitencier d'État de l'Oklahoma.
| Criminel              | Date              | Méthode(s)       | Sexe  | Victime(s) | Gouverneur    |
| --------------------- | ----------------- | ---------------- | ----- | --- | ------------- |
| Charles Coleman (en)  | 10 septembre 1990 | Injection létale | Homme | John Seward. | Henry Bellmon |
| Robyn Parks           | 10 mars 1992      | Injection létale | Homme | Abdullah Ibrahim. | David Walters |
| Olan Robinson         | 13 mars 1992      | Injection létale | Homme | Shiela Lovejoy et Robert Swinford.                                                                                       | David Walters |
| Thomas Grasso (en)    | 20 mars 1995      | Injection létale | Homme | Hilda Johnson. | Frank Keating |
| Roger Stafford (en)   | 1er juillet 1995  | Injection létale | Homme | Melvin, Linda et Richard Lorenz, Isaac Freeman, Louis Zacarias, Terri Horst, David Salsman, Anthony Tew et David Lindsey | Frank Keating |
| Robert Brecheen       | 11 août 1995      | Injection létale | Homme | Marie Stubbs. | Frank Keating |
| Benjamin Brewer       | 26 avril 1996     | Injection létale | Homme | Karen Stapleton. | Frank Keating |
| Steven Hatch          | 9 août 1996       | Injection létale | Homme | Richard et Marilyn Douglas.                                                                                              | Frank Keating |
| Scott Carpenter (en)  | 7 mai 1997        | Injection létale | Homme | AJ Kelley. | Frank Keating |
| Michael Long          | 20 février 1998   | Injection létale | Homme | Andrew et Sheryl Graber.                                                                                                 | Frank Keating |
| Stephen Wood          | 5 août 1998       | Injection létale | Homme | Robert Brigden. | Frank Keating |
| Tuan Nguyen           | 10 décembre 1998  | Injection létale | Homme | Joseph et Amanda White.                                                                                                  | Frank Keating |
| John Duvall           | 17 décembre 1998  | Injection létale | Homme | Karla Duvall. | Frank Keating |
| John Castro           | 7 janvier 1999    | Injection létale | Homme | Beulah Grace, Sissons Cox et Rhonda Pappan.                                                                              | Frank Keating |
| Sean Sellers          | 4 février 1999    | Injection létale | Homme | Paul et Vanda Bellofatto, Robert Bower.                                                                                  | Frank Keating |
| Scotty Moore          | 3 juin 1999       | Injection létale | Homme | Alex Fernandez. | Frank Keating |
| Norman Newsted        | 8 juillet 1999    | Injection létale | Homme | Larry Buckley. | Frank Keating |
| Cornel Cooks          | 2 décembre 1999   | Injection létale | Homme | Jennie Ridling. | Frank Keating |
| Bobby Ross            | 9 décembre 1999   | Injection létale | Homme | Steven Mahan. | Frank Keating |
| Malcolm Johnson       | 6 janvier 2000    | Injection létale | Homme | Ura Thompson. | Frank Keating |
| Gary Walker           | 13 janvier 2000   | Injection létale | Homme | Eddie Cash, Valerie Shaw-Hartzell, Jane Hilburn, Janet Jewell, Margaret Lydick et DeRonda Gay Roy.                       | Frank Keating |
| Michael Roberts       | 10 février 2000   | Injection létale | Homme | Lula Brooks. | Frank Keating |
| Kelly Rogers          | 23 mars 2000      | Injection létale | Homme | Karen Lauffenburger. | Frank Keating |
| Ronald Boyd           | 27 avril 2000     | Injection létale | Homme | Richard Riggs. | Frank Keating |
| Charles Foster        | 25 mai 2000       | Injection létale | Homme | Claude Wiley. | Frank Keating |
| James Rodebeaux       | 1er juin 2000     | Injection létale | Homme | Nancy McKinney. | Frank Keating |
| Roger Berget          | 8 juin 2000       | Injection létale | Homme | Rick Patterson. | Frank Keating |
| William Bryson        | 15 juin 2000      | Injection létale | Homme | James Plantz. | Frank Keating |
| Gregg Braun           | 20 juillet 2000   | Injection létale | Homme | Gwendolyn Miller, Barbara Kchendorfer, Mary Rains, Pete Spurrier, Geraldine Valdez.                                      | Frank Keating |
| George Wallace        | 10 août 2000      | Injection létale | Homme | William Domer, Mark McLaughlin.                                                                                          | Frank Keating |
| Eddie Trice           | 9 janvier 2001    | Injection létale | Homme | Ernestine Jones. | Frank Keating |
| Wanda Allen (en)      | 11 janvier 2001   | Injection létale | Femme | Gloria Leathers. | Frank Keating |
| Floyd Medlock         | 16 janvier 2001   | Injection létale | Homme | Katherine Busch. | Frank Keating |
| Dion Smallwood        | 18 janvier 2001   | Injection létale | Homme | Lois Frederick. | Frank Keating |
| Mark Fowler           | 23 janvier 2001   | Injection létale | Homme | John Barrier, Rick Cast et Chumpon Chaowasin.                                                                            | Frank Keating |
| Billy Fox             | 25 janvier 2001   | Injection létale | Homme | John Barrier, Rick Cast et Chumpon Chaowasin.                                                                            | Frank Keating |
| Loyd Lafevers         | 30 janvier 2001   | Injection létale | Homme | Addie Hawley. | Frank Keating |
| Dorsie Jones          | 1er février 2001  | Injection létale | Homme | Stanley Buck. | Frank Keating |
| Robert Clayton        | 1er mars 2001     | Injection létale | Homme | Rhonda Timmons. | Frank Keating |
| Ronald Fluke          | 27 mars 2001      | Injection létale | Homme | Ginger, Suzanna et Kathryn Fluke.                                                                                        | Frank Keating |
| Marilyn Plantz        | 1er mai 2001      | Injection létale | Femme | James Plantz. | Frank Keating |
| Terrance James        | 22 mai 2001       | Injection létale | Homme | Mark Berry. | Frank Keating |
| Vincent Johnson       | 29 mai 2001       | Injection létale | Homme | Shirley Mooneyham. | Frank Keating |
| Jerald Harjo          | 17 juillet 2001   | Injection létale | Homme | Ruther Porter. | Frank Keating |
| Jack Walker           | 28 août 2001      | Injection létale | Homme | Donald Epperson, Shely Ellison.                                                                                          | Frank Keating |
| Alvie Hale            | 18 octobre 2001   | Injection létale | Homme | William Perry. | Frank Keating |
| Lois Smith            | 4 décembre 2001   | Injection létale | Femme | Cindy Baillee. | Frank Keating |
| Sahib Al-Mowasi       | 6 décembre 2001   | Injection létale | Homme | Mohamed et Inaam Al-Nashi                                                                                                | Frank Keating |
| David Woodruff        | 21 janvier 2002   | Injection létale | Homme | Roger Sarfaty et Lloyd Thompson.                                                                                         | Frank Keating |
| John Romano           | 29 janvier 2002   | Injection létale | Homme | Roger Sarfaty et Lloyd Thompson.                                                                                         | Frank Keating |
| Randall Cannon        | 23 juillet 2002   | Injection létale | Homme | Addie Hawley. | Frank Keating |
| Earl Frederick        | 30 juillet 2002   | Injection létale | Homme | Bradford Beck. | Frank Keating |
| Jerry McCracken       | 10 décembre 2002  | Injection létale | Homme | Tyrrell Boyd, Steve Smith, Timothy Sheets et Carol McDaniels.                                                            | Frank Keating |
| Jay Wesley Neill      | 12 décembre 2002  | Injection létale | Homme | Kay Bruno, Jerri Bowles, Joyce Mullenix et Ralph Zeller.                                                                 | Frank Keating |
| Ernest Carter         | 17 décembre 2002  | Injection létale | Homme | Eugene Mankowski. | Frank Keating |
| Daniel Revilla        | 16 janvier 2003   | Injection létale | Homme | Mark Gomez. | Brad Henry    |
| Bobby Fields          | 13 février 2003   | Injection létale | Homme | Louis Schem. | Brad Henry    |
| Walanzo Robinson      | 18 mars 2003      | Injection létale | Homme | Dennis Hill. | Brad Henry    |
| John Hooker (en)      | 25 mars 2003      | Injection létale | Homme | Sylvia Stokes, Durcilla Morgan.                                                                                          | Brad Henry    |
| Scott Hain (en)       | 3 avril 2003      | Injection létale | Homme | Michael Houghton, Laura Sanders.                                                                                         | Brad Henry    |
| Don Hawkins           | 8 avril 2003      | Injection létale | Homme | Linda Thompson. | Brad Henry    |
| Larry Jackson         | 17 avril 2003     | Injection létale | Homme | Wendy Cade. | Brad Henry    |
| Robert Knighton (en)  | 27 mai 2003       | Injection létale | Homme | Richard et Virginia Denney.                                                                                              | Brad Henry    |
| Kenneth Charm         | 5 juin 2003       | Injection létale | Homme | Brandy Hill. | Brad Henry    |
| Lewis Gilbert         | 1er juillet 2003  | Injection létale | Homme | Roxanne Ruddell. | Brad Henry    |
| Robert Duckett        | 8 juillet 2003    | Injection létale | Homme | John Howard. | Brad Henry    |
| Bryan Toles           | 22 juillet 2003   | Injection létale | Homme | Juan et Lonnie Francheschi                                                                                               | Brad Henry    |
| Jackie Willingham     | 24 juillet 2003   | Injection létale | Homme | Jayne Wey. | Brad Henry    |
| Harold McElmurry      | 29 juillet 2003   | Injection létale | Homme | Robert et Rosa Pendley.                                                                                                  | Brad Henry    |
| Tyrone Darks          | 13 janvier 2004   | Injection létale | Homme | Sherry Goodlow. | Brad Henry    |
| Norman Cleary         | 17 février 2004   | Injection létale | Homme | Wanda Neafus. | Brad Henry    |
| David Brown           | 9 mars 2004       | Injection létale | Homme | Eldon McGuire. | Brad Henry    |
| Hung Le               | 23 mars 2004      | Injection létale | Homme | Hai Nguyen. | Brad Henry    |
| Robert Bryan          | 8 juin 2004       | Injection létale | Homme | Mildred Bryan. | Brad Henry    |
| Windel Workman        | 26 août 2004      | Injection létale | Homme | Amanda Hollman. | Brad Henry    |
| Jimmie Slaughter      | 15 mars 2005      | Injection létale | Homme | Melody et Jessica Wuertz.                                                                                                | Brad Henry    |
| George Miller         | 12 mai 2005       | Injection létale | Homme | Gary Dodd. | Brad Henry    |
| Michael Pennington    | 19 juillet 2005   | Injection létale | Homme | Bradley Grooms. | Brad Henry    |
| Kenneth Turrentine    | 11 août 2005      | Injection létale | Homme | Avon, Anita et Martise Richardson, Tina Pennington.                                                                      | Brad Henry    |
| Richard Thornburg     | 18 avril 2006     | Injection létale | Homme | Jim Poteet, Terry Shepard et Kevin Smith.                                                                                | Brad Henry    |
| John Boltz            | 1er juin 2006     | Injection létale | Homme | Doug Kirby. | Brad Henry    |
| Eric Patton           | 29 août 2006      | Injection létale | Homme | Charlene Kauer. | Brad Henry    |
| James Malicoat        | 31 août 2006      | Injection létale | Homme | Tessa Leadford. | Brad Henry    |
| Corey Hamilton        | 9 janvier 2007    | Injection létale | Homme | Joseph Gooch, Theodore Kindley, Senaida Lara, Steven Williams.                                                           | Brad Henry    |
| Jimmy Bland           | 26 juin 2007      | Injection létale | Homme | Doyle Rains. | Brad Henry    |
| Frank Welch           | 21 août 2007      | Injection létale | Homme | Jo Cooper, Debra Stevens.                                                                                                | Brad Henry    |
| Terry Short           | 17 juin 2008      | Injection létale | Homme | Ken Yamamoto. | Brad Henry    |
| Jessie Cummings       | 25 septembre 2008 | Injection létale | Homme | Melissa Moody. | Brad Henry    |
| Darwin Brown          | 22 janvier 2009   | Injection létale | Homme | Richard Yost. | Brad Henry    |
| Donald Gilson         | 14 mai 2009       | Injection létale | Homme | Shane Coffman. | Brad Henry    |
| Michael DeLozier      | 9 juillet 2009    | Injection létale | Homme | Orville Bullard et Paul Morgan.                                                                                          | Brad Henry    |
| Julius Young          | 14 janvier 2010   | Injection létale | Homme | Joyland et Kewan Morgan.                                                                                                 | Brad Henry    |
| Donald Wackerly       | 14 octobre 2010   | Injection létale | Homme | Pan Sayakhoummane. | Brad Henry    |
| John Duty (en)        | 16 décembre 2010  | Injection létale | Homme | Curtis Wise. | Brad Henry    |
| Billy Alverson        | 6 janvier 2011    | Injection létale | Homme | Richard Yost. | Brad Henry    |
| Jeffrey Matthews      | 11 janvier 2011   | Injection létale | Homme | Ottis Short. | Mary Fallin   |
| Gary Welch            | 5 janvier 2012    | Injection létale | Homme | Robert Hardcastle. | Mary Fallin   |
| Timothy Stemple       | 15 mars 2012      | Injection létale | Homme | Trisha Stemple. | Mary Fallin   |
| Michael Selsor        | 1er mai 2012      | Injection létale | Homme | Clayton Chandler. | Mary Fallin   |
| Michael Hooper        | 14 août 2012      | Injection létale | Homme | Cynthia, Tonya et Timmy Jarman                                                                                           | Mary Fallin   |
| Gary Allen            | 6 novembre 2012   | Injection létale | Homme | Gail Titsworth. | Mary Fallin   |
| George Ochoa          | 4 décembre 2012   | Injection létale | Homme | Francisco Morales et Maria Yanez.                                                                                        | Mary Fallin   |
| Steven Thacker        | 12 mars 2013      | Injection létale | Homme | Laci Hill, Forrest Boyd et Ray Patterson.                                                                                | Mary Fallin   |
| James DeRosa          | 18 juin 2013      | Injection létale | Homme | Curtis et Gloria Plummer.                                                                                                | Mary Fallin   |
| Brian Davis           | 25 juin 2013      | Injection létale | Homme | Josephine Sanford. | Mary Fallin   |
| Anthony Banks         | 10 septembre 2013 | Injection létale | Homme | Sun Travis. | Mary Fallin   |
| Ronald Lott           | 10 décembre 2013  | Injection létale | Homme | Anna Fowler et Zelma Culter.                                                                                             | Mary Fallin   |
| Johnny Black          | 17 décembre 2013  | Injection létale | Homme | Bill Pogue. | Mary Fallin   |
| Michael Wilson        | 9 janvier 2014    | Injection létale | Homme | Richard Yost. | Mary Fallin   |
| Kenneth Hogan         | 23 janvier 2014   | Injection létale | Homme | Lisa Stanley. | Mary Fallin   |
| Clayton Lockett       | 29 avril 2014     | Injection létale | Homme | Stephanie Neiman. | Mary Fallin   |
| Charles Warner        | 15 janvier 2015   | Injection létale | Homme | Adrianna Waller. | Mary Fallin   |
| John Grant (en)       | 28 octobre 2021   | Injection létale | Homme | Gay Carter. | Kevin Stitt   |
| Bigler Stouffer       | 9 décembre 2021   | Injection létale | Homme | Linda Reaves. | Kevin Stitt   |
| Donald Grant          | 27 janvier 2022   | Injection létale | Homme | Brenda McElyea et Felicia Suzette Smith.                                                                                 | Kevin Stitt   |
| Gilbert Postelle (en) | 17 février 2022   | Injection létale | Homme | Donnie Swindle, James Alderson, Terry Smith et Amy Wright.                                                               | Kevin Stitt   |
| James Coddington      | 25 août 2022      | Injection létale | Homme | Albert Hale. | Kevin Stitt   |
| Benjamin Cole         | 20 octobre 2022   | Injection létale | Homme | Brianna Cole. | Kevin Stitt   |
| Richard Fairchild     | 17 novembre 2022  | Injection létale | Homme | Adam Broomhall. | Kevin Stitt   |
| Scott Eizember        | 12 janvier 2023   | Injection létale | Homme | AJ et Patsy Cantrell. | Kevin Stitt   |
| Jemaine Cannon        | 20 juillet 2023   | Injection létale | Homme | Sharonda Clark. | Kevin Stitt   |
| Anthony Sanchez       | 21 septembre 2023 | Injection létale | Homme | Juli Busken. | Kevin Stitt   |
| Phillip Hancock       | 30 novembre 2023  | Injection létale | Homme | Robert Jett Jr. et James Lynch.                                                                                          | Kevin Stitt   |
| Michael Smith         | 4 avril 2024      | Injection létale | Homme | Janet Moore et Sharath Babu Pulluru.                                                                                     | Kevin Stitt   |
| Richard Rojem Jr.     | 27 juin 2024      | Injection létale | Homme | Layla Cummings. | Kevin Stitt   |
| Emmanuel Littlejohn   | 26 septembre 2024 | Injection létale | Homme | Kenneth Meers. | Kevin Stitt   |
| Kevin Underwood       | 19 décembre 2024  | Injection létale | Homme | Jamie Rose Bolin | Kevin Stitt   |
| Wendell Grissom       | 20 mars 2025      | Injection létale | Homme | Amber Matthews | Kevin Stitt   |

Fin décembre 2024, le couloir de la mort de l'Oklahoma compte 30 condamnés dont une femme (Brenda Evers Andrew). Deux autres condamnés à mort (John Fitzgerald Hanson et William Lewis Reece (en)) purgent actuellement des longues peines de prison dans d'autres États (Louisiane et Texas) et seront transférés dans l'Oklahoma dès que leurs dates d'exécution auront été fixées. 
Depuis 1973, 11 condamnés à mort ont été disculpés en Oklahoma et 5 autres ont vu leur peine commuée par le gouverneur,.

#### Condamnés à mort exécutés pour des crimes commis durant leur minorité
L'Oklahoma est connu pour être le dernier État fédéré des États-Unis à avoir exécuté un individu condamné à mort pour un crime commis durant sa minorité (Scott Hain (en) en 2003) et également le dernier État fédéré des États-Unis à avoir exécuté un individu condamné à mort pour un crime commis alors qu'il avait seize ans (Sean Sellers en 1999). 
Dans les années 1980, l'Oklahoma est au cœur de deux décisions rendues par la Cour suprême des États-Unis dans des cas de peine de mort pour mineur :  
- dans l'affaire Eddings v. Oklahoma (la première où la question de la peine de mort pour les mineurs est soulevée devant la Cour suprême[28]) de 1982 la Cour annule, par 5 voix contre 4, la condamnation à mort de Monty Lee Eddings jugé comme un adulte par une cour pénale pour un crime commis alors qu'il avait seize ans[27] ;
- dans l'affaire Thompson v. Oklahoma (en) de 1988, la Cour juge inconstitutionnelle, par 5 voix contre 3, le fait de condamner à mort un individu pour un crime commis alors qu'il avait moins de seize ans.